# 2024-es magyar fedett pályás atlétikai bajnokság
A 2024-es magyar fedett pályás atlétikai bajnokság az 50. bajnokság volt, melyet február 17. és február 18. között rendeztek Nyíregyházán, a Nyíregyházi Atlétikai Centrumban. A többpróba számait február 10 és 11-én tartották meg a BOK Sportcsarnokban.

## Naptár
Az ob eseményei helyi idő szerint (UTC +01:00):
| február 17., szombat | február 17., szombat         | február 18., vasárnap | február 18., vasárnap  |
| Idő                  | Esemény                      | Idő                   | Esemény                |
| -------------------- | ---------------------------- | --------------------- | ---------------------- |
| 14:45                | hármasugrás férfi            | 12:55                 | hármasugrás női        |
| 14:50                | rúdugrás női                 | 13:00                 | 60 m gát női (ief)     |
| 14:55                | 60 m női (ief)               | 13:25                 | 60 m gát férfi (ief)   |
| 15:10                | 60 m férfi (ief)             | 13:50                 | rúdugrás férfi         |
| 15:30                | Megnyitó                     | 14:10                 | 60 m gát női (döntő)   |
| 16:00                | 60 m női (B-A döntő)         | 14:20                 | 60 m gát férfi (döntő) |
| 16:10                | távolugrás női               | 14:35                 | távolugrás férfi       |
| 16:15                | 60 m férfi (B-A döntő)       | 14:40                 | 200 m női (if.)        |
| 16:40                | 1500 m női (if.)             | 15:05                 | 200 m férfi (if.)      |
| 16:45                | súlylökés női                | 15:32                 | 800 m női (if.)        |
| 16:55                | 1500 m férfi (if.)           | 15:40                 | 800 m férfi (if.)      |
| 17:10                | magasugrás férfi             | 15:50                 | magasugrás női         |
| 17:20                | 400 m női (if.)              | 16:05                 | 3000 m női (if.)       |
| 17:40                | 400 m férfi (if.)            | 16:25                 | 3000 m férfi (if.)     |
| 18:10                | súlylökés férfi              | 17:00                 | 4 × 400 m női (if.)    |
| 18:30                | 3000 m gyaloglás női (if.)   | 17:20                 | 4 × 400 m férfi (if.)  |
| 18:30                | 5000 m gyaloglás férfi (if.) |                       |                        |

____
Magyarázat:
• if = időfutam • ief = előfutam

## Eredmények

### Férfiak
| Versenyszám      | Arany                                                         | Arany    | Ezüst                                                                     | Ezüst    | Bronz                                                       | Bronz    |
| ---------------- | ------------------------------------------------------------- | -------- | ------------------------------------------------------------------------- | -------- | ----------------------------------------------------------- | -------- |
| 60 m             | Boros Bence NYSC                                              | 6,71     | Szabó Dániel ARAK UP Akadémia                                             | 6,75     | Bundschu Patrik Vasas                                       | 6,83     |
| 200 m            | Wahl Zoltán TSC-Geotech                                       | 21,28    | Bundschu Patrik Vasas                                                     | 21,31    | Eszes Dániel VSD                                            | 21,46    |
| 400 m            | Molnár Attila FTC                                             | 46,45    | Wahl Zoltán TSC-Geotech                                                   | 47,11    | Birovecz Bátor Péter UTE                                    | 47,47    |
| 800 m            | Vindics Balázs UTE                                            | 1:48,11  | Huller Dániel VSD                                                         | 1:49,74  | Kubasi János SVSE                                           | 1:51,40  |
| 1500 m           | Palkovits István KARC                                         | 3:43,03  | Szögi István SVSE                                                         | 3:44,10  | Vörös Márk NYSC                                             | 3:51,34  |
| 3000 m           | Palkovits István KARC                                         | 8:01,55  | Karsai Gábor Békéscsabai AC                                               | 8:10,25  | Vörös Márk NYSC                                             | 8:30,34  |
| 60 m gát         | Szeles Bálint Egri Sportiskola SE                             | 7,74     | Eszes Dániel VSD                                                          | 7,79     | Felber Farkas Ákos SVSE                                     | 7,91     |
| 4 × 400 m váltó  | Városi Roland Solymári Máté Kovács Bendegúz Molnár Attila FTC | 3:14,49  | Szilveszter Marcell Birovecz Bátor Péter Csernus Péter Vindics Balázs UTE | 3:16,77  | Molnár Csaba Takács Gergő Kovács Ádám Petró Ádám Ikarus BSE | 3:20,86  |
| 5000 m gyaloglás | Venyercsán Bence BHSE                                         | 19:19,49 | Tóth Norbert H. Szondi SE                                                 | 19:28,23 | Csontos Imre BEAC                                           | 22:09,45 |
| magasugrás       | Jankovics Dániel MTK Budapest                                 | 216 cm   | Kovács Benedek BHSE                                                       | 208 cm   | Bakosi Péter NYSC                                           | 208 cm   |
| rúdugrás         | Böndör Márton Győri Atlétikai Club                            | 531 cm   | Kéri Tamás FTC                                                            | 500 cm   | Varga István MTK Budapest                                   | 480 cm   |
| távolugrás       | Németh Mátyás KARC                                            | 7,27 m   | Gerics Roland TSC-Geotech                                                 | 7,20 m   | Pap Kristóf TFSE                                            | 7,20 m   |
| hármasugrás      | Galambos Tibor FTC                                            | 15,31 m  | Iván Zsombor DSC-SI                                                       | 14,96 m  | Rivasz Martin FTC                                           | 14,83 m  |
| súlylökés        | Kovács László Ikarus BSE                                      | 17,70 m  | Tóth Balázs NYSC                                                          | 17,66 m  | Fekete István KARC                                          | 17,34 m  |
| hétpróba         | Gábris Dávid KSI                                              | 5038     | Tóth Zsombor MATE-GEAC                                                    | 4761     | Eszes Dániel VSD                                            | 4521     |

### Nők
| Versenyszám      | Arany                                                         | Arany    | Ezüst                                                       | Ezüst    | Bronz                                                      | Bronz    |
| ---------------- | ------------------------------------------------------------- | -------- | ----------------------------------------------------------- | -------- | ---------------------------------------------------------- | -------- |
| 60 m             | Takács Boglárka BHSE                                          | 7,20     | Csóti Jusztina FTC                                          | 7,35     | Bognár Anna BHSE                                           | 7,49     |
| 200 m            | Takács Boglárka BHSE                                          | 23,56    | Sulyán Alexa MATE-GEAC                                      | 23,70    | Molnár Janka TSC-Geotech                                   | 24,32    |
| 400 m            | Molnár Janka TSC-Geotech                                      | 54,14    | Nádházy Evelin MATE-GEAC                                    | 54,34    | Kéri Bianka SVSE                                           | 54,40    |
| 800 m            | Kéri Bianka SVSE                                              | 2:05,46  | Muszil Ágnes ZALASZÁM-ZAC                                   | 2:06,59  | Janositz Gréta BEAC                                        | 2:10,93  |
| 1500 m           | Muszil Ágnes ZALASZÁM-ZAC                                     | 4:15,04  | Farkas-Ohn Kinga BEAC                                       | 4:18,10  | Urbán Zita BHSE                                            | 4:24,38  |
| 3000 m           | Böhm Lilla BHSE                                               | 9:15,54  | Horváth Karolina BEAC                                       | 9:29,73  | Szalai Fanni Margitszigeti AC                              | 9:34,65  |
| 60 m gát         | Kerekes Gréta DSC-SI                                          | 7,96     | Kozák Luca DSC-SI                                           | 8,01     | Tóth Anna DVTK                                             | 8,05     |
| 4 × 400 m váltó  | Kriszt Sarolta Simon Virág Mátó Sára Nádházy Evelin MATE-GEAC | 3:38,85  | Bottlik Judit Kőszegi Míra Bathó Borbála Szűcs Szabina BHSE | 3:45,28  | Széll Gyöngyi Besenyődi Petra Felber Kata Kéri Bianka SVSE | 3:46,35  |
| 3000 m gyaloglás | Récsei Rita BHSE                                              | 12:47,07 | Spiller Tiziana BHSE                                        | 13:20,42 | Kovács Alexandra Békéscsabai AC                            | 13:41,62 |
| magasugrás       | Fekete Fédra BHSE                                             | 185 cm   | Papp Zsófia BHSE                                            | 173 cm   | Krizsán Xénia MTK Budapest                                 | 165 cm   |
| rúdugrás         | Klekner Hanga Csenge DSC-SI                                   | 445 cm   | Kováts Fanni MTK Budapest                                   | 390 cm   | Garamvölgyi Petra PVSK                                     | 390 cm   |
| távolugrás       | Nguyen Anasztázia MTK Budapest                                | 6,48 m   | Rózsahegyi Bori TSC-Geotech                                 | 6,38 m   | Lesti Diana TSC-Geotech                                    | 6,36 m   |
| hármasugrás      | Szabó Beatrix MTK                                             | 13,00 m  | Nyisztor Petra NYSC                                         | 12,58 m  | Hoffer Krisztina TSC-Geotech                               | 12,58 m  |
| súlylökés        | Veiland Violetta SZVSE                                        | 16,31 m  | Beregszászi Renáta SZVSE                                    | 16,18 m  | Kling Réka AC Bonyhád                                      | 14,20 m  |
| ötpróba          | Szűcs Szabina Bp. Honvéd                                      | 4588     | Barha Lilla Vasas                                           | 3836     | Barna Patrícia KARC                                        | 3801     |